# 16.6 (Before the Devil Knows You're Dead)
16.6 (Before the Devil Knows You're Dead) osmi je studijski album njemačkog power metal sastava Primal Fear. Album je objavljen 22. svibnja 2009. godine, a objavila ga je diskografska kuća Frontiers Records. Na ovom albumu sastav više eksperimentira s power metalom i speed metalom umjesto s heavy metalom.

## Popis pjesama
| 1.    | »Before the Devil Knows You're Dead« (instrumental) | 0:49 |
| 2.    | »Riding the Eagle«                                  | 4:58 |
| 3.    | »Six Times Dead (16.6)«                             | 4:00 |
| 4.    | »Black Rain«                                        | 6:06 |
| 5.    | »Under the Radar«                                   | 5:25 |
| 6.    | »5.0 / Torn«                                        | 7:13 |
| 7.    | »Soar«                                              | 4:16 |
| 8.    | »Killbound«                                         | 4:13 |
| 9.    | »No Smoke Without Fire«                             | 4:52 |
| 10.   | »Night After Night«                                 | 5:01 |
| 11.   | »Smith & Wesson«                                    | 4:45 |
| 12.   | »The Exorcist«                                      | 4:46 |
| 13.   | »Hands of Time«                                     | 4:21 |
| 14.   | »Cry Havoc«                                         | 4:00 |
| 15.   | »Scream«                                            | 4:38 |
| 69:23 |                                                     |      |

## Zasluge
Primal Fear
- Ralf Scheepers – vokali
- Henny Wolter – gitara, vokali (na pjesmi 13)
- Magnus Karlsson – gitara, klavijature, prateći vokali, vokali (na pjesmi 13)
- Mat Sinner – bas-gitara, prateći vokali, vokali (na pjesmi 13), produciranje
- Randy Black – bubnjevi

Dodatni glazbenici
- Dennis Ward – prateći vokali, dodatno produciranje, inženjer zvuka

Ostalo osoblje
- Ted Jensen – mastering
- Jack Breyer – dodatno miksanje
- Sonja Müller – dodatno miksanje
- Katja Piolka – omot albuma, fotografija
- Achim "Akeem" Köhler – miksanje